# Grégory Anquetil
Grégory Anquetil (* 14. Dezember 1970 in Harfleur, Frankreich) ist ein ehemaliger französischer Handballspieler. Er ist 1,78 m groß und wiegt 79 kg. Grégory Anquetil ist verheiratet und hat zwei Kinder.
Anquetil, der zuletzt in Montpellier (Rückennr. 9) spielte und für die französische Männer-Handballnationalmannschaft (Rückennr. 9) auflief, spielte überwiegend als Rechtsaußen.
In seiner Jugend spielte Grégory Anquetil noch bei Gonfreville l'Orcher HB in seiner Heimatstadt. 1988 nahm ihn der damalige Zweitligist Montpellier HB unter Vertrag, den er bis zu seinem Karriereende im Jahr 2007 treu blieb. Er erlebte 1992 den Aufstieg in die französische 1. Division, die Gewinne der französischen Meisterschaft 1995, 1998, 1999, 2000, 2002, 2003, 2004, 2005 und 2006, die Gewinne des französischen Pokals 1999, 2000, 2001, 2002, 2003, 2005 und 2006, die Gewinne des französischen Ligapokals 2004, 2005, 2006 und 2007 sowie als Höhepunkt den Gewinn der EHF Champions League 2003.
Grégory Anquetil hat bis zum 6. Februar 2005 exakt 169 Länderspiele für die französische Männer-Handballnationalmannschaft bestritten. 1995 und 2001 wurde er mit Frankreich Weltmeister; 2003 und 2005 holte er WM-Bronze.
Grégory Anquetil war lange Jahre Mannschaftskapitän von Montpellier HB und der französischen Männer-Handballnationalmannschaft.
| Personendaten    | Personendaten                 |
| ---------------- | ----------------------------- |
| NAME             | Anquetil, Grégory             |
| KURZBESCHREIBUNG | französischer Handballspieler |
| GEBURTSDATUM     | 14. Dezember 1970             |
| GEBURTSORT       | Harfleur, Frankreich          |